# 美濃白鳥站
美濃白鳥站（日语：／ Mino-shirotori eki */?）是位於岐阜縣郡上市白鳥町白鳥，長良川鐵道的越美南線車站。車站編號是34。
大約半數來自美濃太田站方向的列車會在此站折返。

## 歷史
- 1933年（昭和8年）
  - 7月5日：國有鐵道越美南線 美濃彌富站（現時：郡上大和站）至此站之間開通，此站啟用。為旅客和貨物車站[2][1]。
  - 8月1日：省營自動車「白城線」美濃白鳥至牧戶之間開業[3][4]。
- 1934年（昭和9年）8月16日：此站至北濃站之間開通[1]。
- 1974年（昭和49年）10月1日：結束貨物起卸業務[1]。
- 1986年（昭和61年）12月11日 - 國鐵越美南線由長良川鐵道接管，成為長良川鐵道車站[1]。

## 車站構造

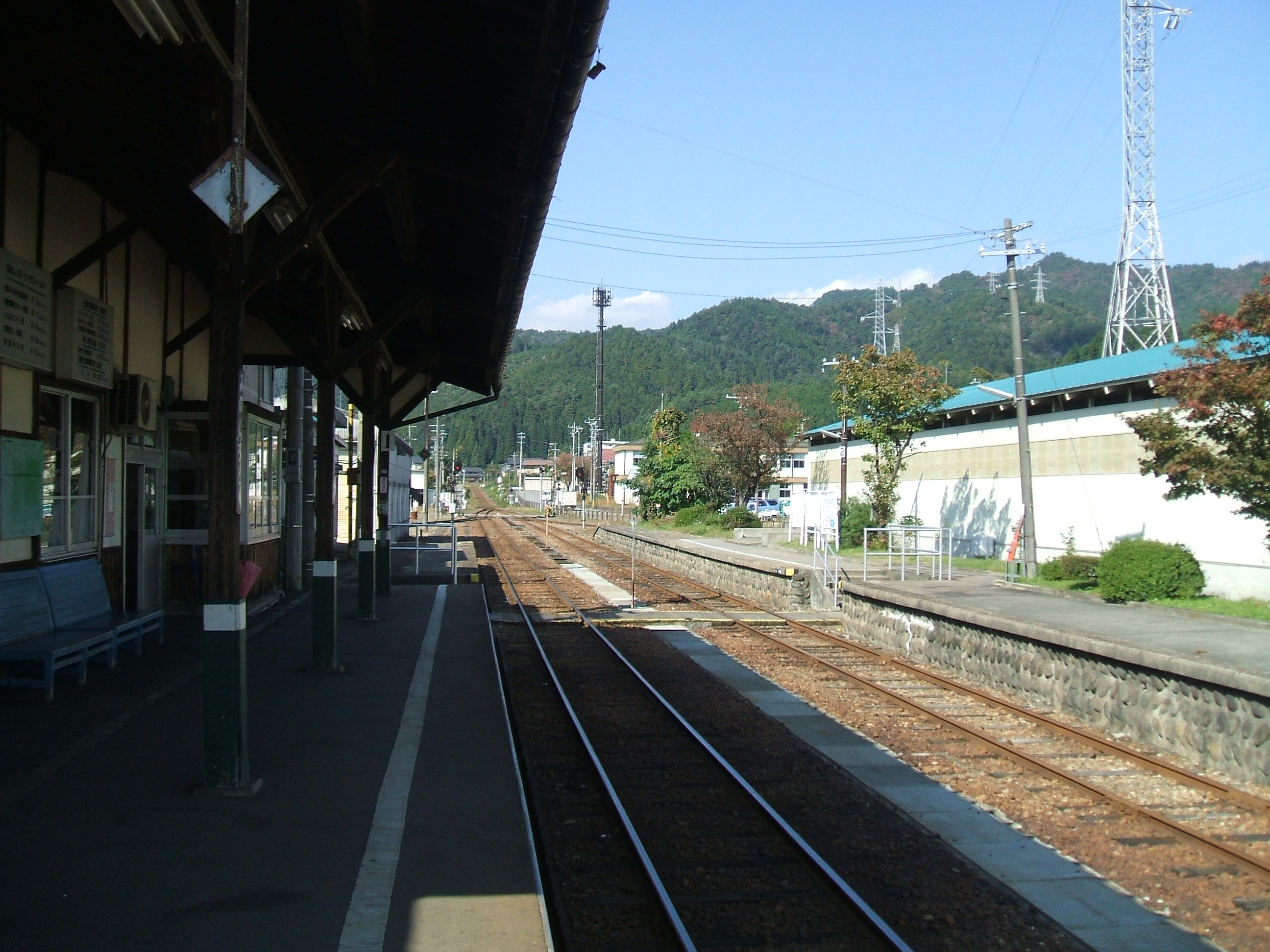
月台

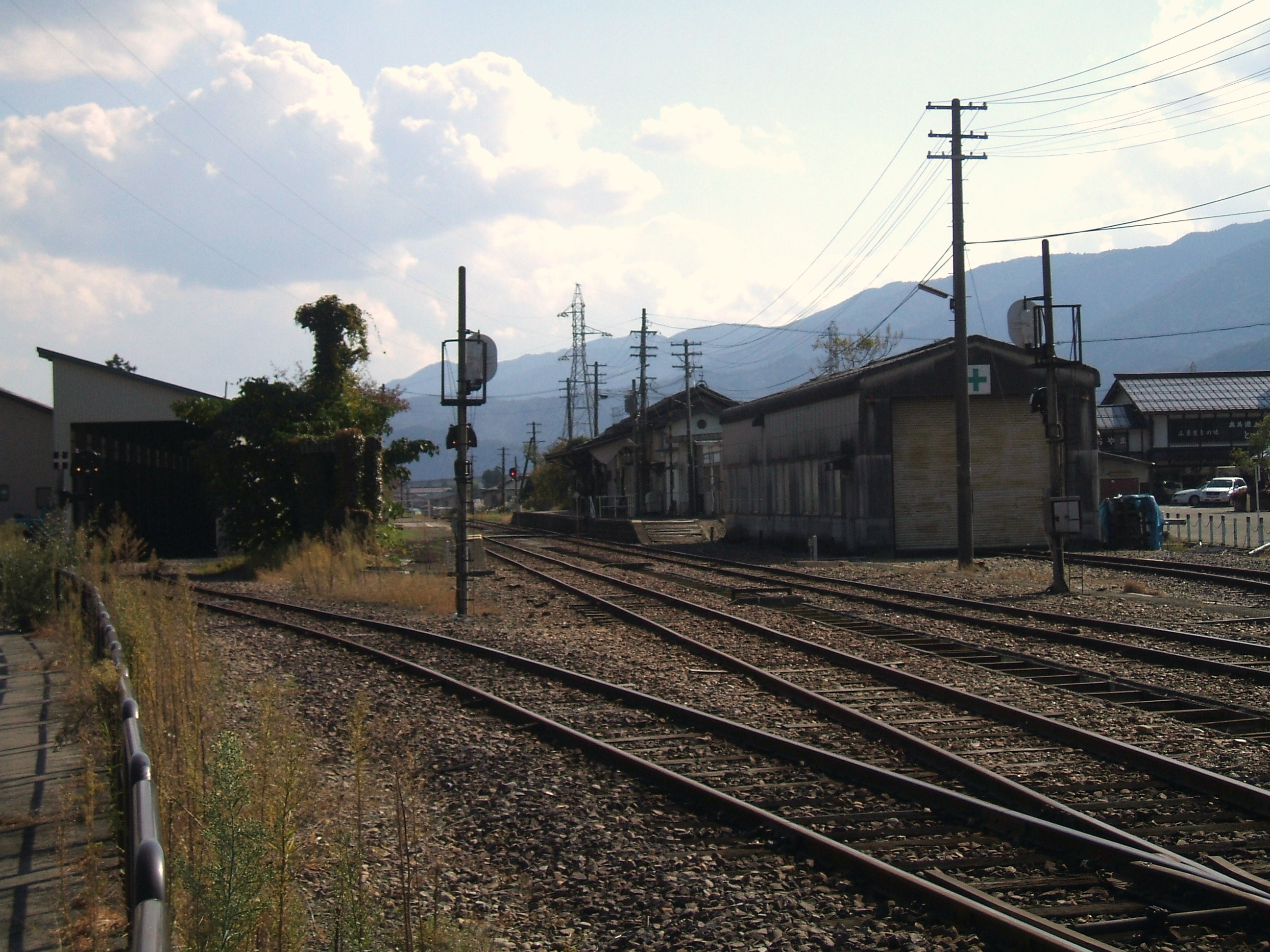
從車站北邊觀看站內

車站是一座地面車站，設有2面2線相對式月台，可進行列車交會。當不需要進行列車交會時，兩方向的列車會使用1號月台。此站是越美南線其中一座重要車站，因此車站範圍較廣，並設有側線和車庫。此站設有列車夜間停泊。
兩月台之間設有站內平交道連接。在國鐵時代，此站設有木造車站大樓。在長良川鐵道時代，建設了木屋風小型候車室，該候車室較遠離月台，後來被拆毀。
此站起的閉塞方式改變，在北濃站至此站是使用單票閉塞，即代表北濃站方向只可一架列車駛進。此站整日設有車站職員當值。
車站大樓內設有售票櫃臺（營業時間由首班車至尾班車）和自動售票機。另外，大樓內設有商店和JA Megu美濃營業所。

### 月台
| 月台 | 路線      | 上下行     | 方向                                 |
| ---- | --------- | ---------- | ------------------------------------ |
| 1、2 | ■越美南線 | 上行、下行 | 北濃、郡上八幡、美濃市、美濃太田方向 |

## 使用狀況
| 年度               | 1日平均 乘車人次 | 1日平均 乘車人次 |
| ------------------ | ---------------- | ---------------- |
| 2011年（平成23年） | 135              |                  |
| 2012年（平成24年） | 122              |                  |
| 2013年（平成25年） | 104              |                  |
| 2014年（平成26年） | 101              |                  |
| 2015年（平成27年） | 84               |                  |

## 車站周邊

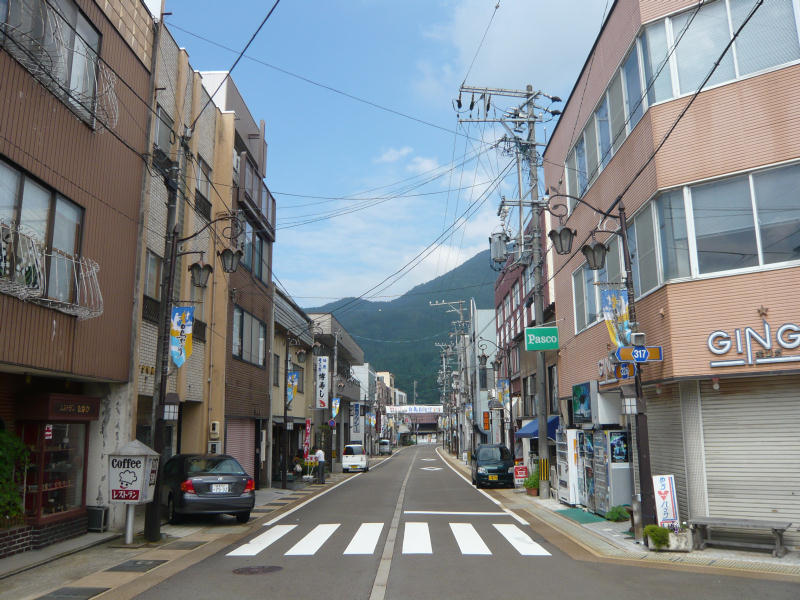
站前

此站是舊白鳥町代表車站。車站位於白鳥町中心。設有郵局、便利店和多間商店。車站西邊設有長良川，在該處設有白鳥大橋，跨越對面岸後設有國道156號，該國道與越美南線並行。車站東南方設有奧美濃大橋，也是跨越長良川。在國道沿線上設有商店和物產館。在車站南邊設有國道156號交界。在夏季會舉行白鳥舞。
- 來通寺
- 白鳥親睦創造館 - 圖書館和白鳥地域教育事務所。
- 郡上市政廳白鳥廳舍（舊白鳥町公所）
- 白鳥文化會堂（舊 白鳥社會福祉中心）
- 白鳥體育館
- 郡上北消防署
- 縣北西部地域醫療中心國保白鳥醫院（日语：県北西部地域医療センター国保白鳥病院）
- 郡上警署（日语：郡上警察署）白鳥派出所
- 郡上市合併記念公園
- 岐阜縣立郡上北高等學校（日语：岐阜県立郡上北高等学校）
- 郡上市立白鳥中學
- 郡上市立白鳥小學
- 白鳥保育園
- 白鳥郵局
- 十六銀行（日语：十六銀行）白鳥分店
- 大垣共立銀行（日语：大垣共立銀行）白鳥分店
- 岐阜縣道317號劍大間見白鳥線（日语：岐阜県道317号剣大間見白鳥線）

此站較近福井縣大野市縣界。沿國道158號向西方向可前往JR西日本越美北線九頭龍湖站。

## 巴士路線
在站前設有「美濃白鳥站巴士總站」。

### 現時駛入總站的路線
岐阜巴士（在此總站的名稱為郡上白鳥）
- 高速八幡線（日语：高速八幡線） JR岐阜（日语：JR岐阜駅バスターミナル）、名鐵岐阜（日语：岐阜バスターミナル）方向

白鳥交通
- 郡上八幡白鳥線　郡上大島、郡上德永、城下町廣場（日语：城下町プラザ）、八幡站方向 (平日早上部分班次不途經城下町廣場。)
- 郡上八幡萬場線　越佐口、萬場、八幡站方向
  - 郡上八幡白鳥線和郡上八幡萬場線兩路線行途路線不同，前者途經國道156號，後者途經鷲見醫院（日语：鷲見病院）前至河邊之間的縣道52號白鳥板取線（日语：岐阜県道52号白鳥板取線）。
- 白鳥蛭野線　北濃、正洞、蛭野高原方向
- 石徹白線(部分按需要服務)　阿彌陀瀧（日语：阿弥陀ケ滝）、石徹白方向
  - 石徹白線逢星期日、假日、1月1日～1月3日暫停服務
  - 乘坐此路線可前往「下在所」巴士站，然後向西方步行8公里前往「家族旅行村」巴士站，在該巴士站乘坐大野市營巴士前坂線即可到達JR越美北線九頭龍湖站[5]。

### 曾經駛入總站的路線

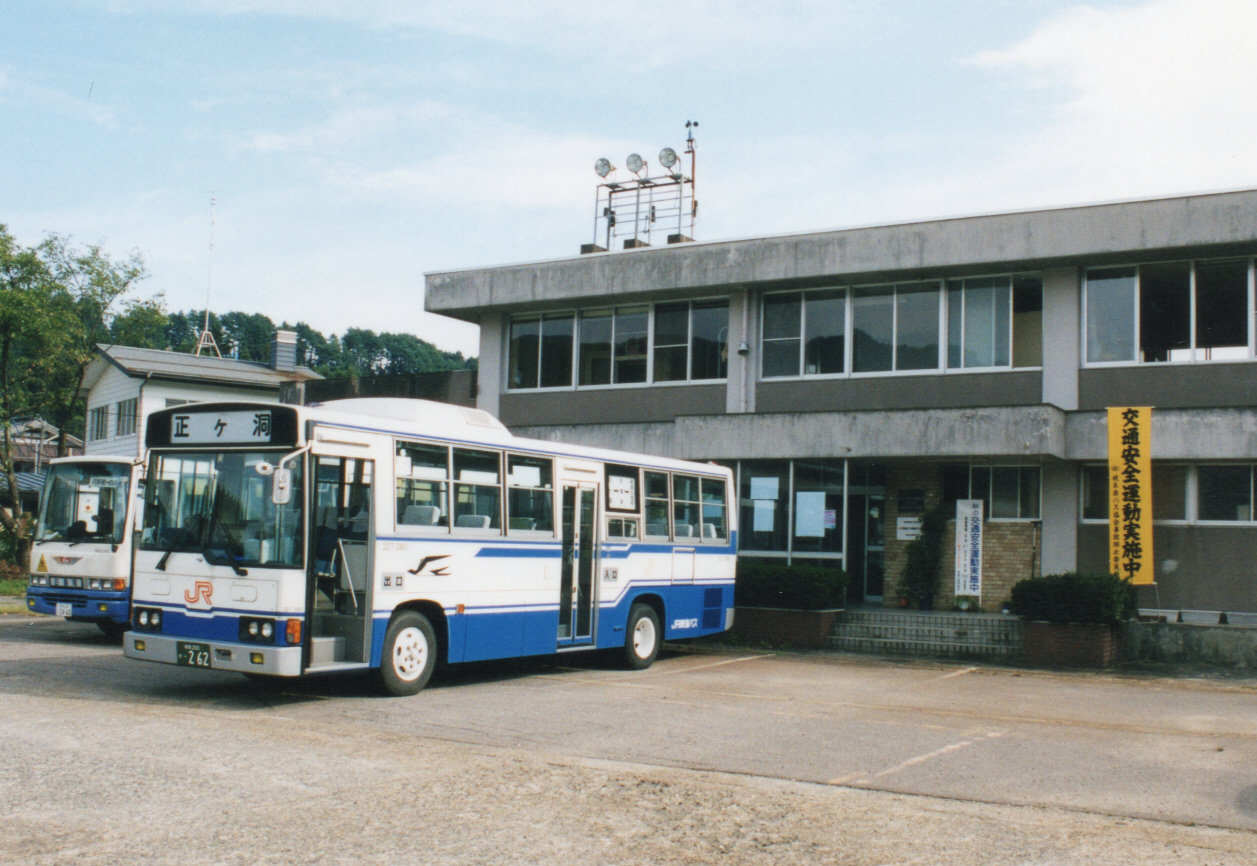
美濃白鳥營業所

JR東海巴士
- 名金急行線（日语：名金急行線） 岐阜站（日语：JR岐阜駅バスターミナル）、名古屋站（日语：名古屋ターミナルビル）、牧戶、白川鄉、鳩谷方向
- 大野線（日语：名金急行線#大野線） 前往九頭龍湖站

名古屋鐵道 （現時：名鐵巴士）
- 五箇山號 名鐵巴士中心、白川鄉、金澤站方向

岐阜巴士
- 莊川八幡線 牧戶、櫻之鄉莊川（日语：道の駅桜の郷 荘川）方向（在2010年9月30日起廢止）
- 八幡白鳥線 八幡營業所、城下町廣場（日语：城下町プラザ）、八幡站前方向

郡上市自主運行巴士
- 石徹白線 阿弥陀瀧（日语：阿弥陀ケ滝）、石徹白方向　（後來改為白鳥交通直營）

## 相鄰車站
長良川鐵道
越美南線
大島（33）－美濃白鳥（34）－白鳥高原（35）

## 注腳
1. 1 2 3 4 5  曾根悟（監修）. 朝日新聞出版分冊百科編集部（編集） , 编. . 週刊朝日百科. 26号 長良川鉄道・明知鉄道・樽見鉄道・三岐鉄道・伊勢鉄道. 朝日新聞出版. 2011-09-18: 10-11 （日语）.
2. ↑  日本《官報》第1946號「鐵道省告示第277號」，1933年6月28日：第808頁。
3. ↑  『全国乗合自動車総覧』 - 國立國會圖書館數碼化收藏
4. ↑  「鉄道省告示第341号」『官報』1933年7月28日 - 國立國會圖書館數碼化收藏
5. ↑  . 東洋経済オンライン. 2016-01-10  [2019-08-28]. （原始内容存档于2019-08-28） （日语）.

## 外部連結
- 美濃白鳥站｜【官方網站】長良川鐵道株式會社 （页面存档备份，存于）（日語）
- 岐阜乘合自動車 （页面存档备份，存于）（日語）
- 郡上市 （页面存档备份，存于）（日語）